# Campanula iserana
Campanula iserana là loài thực vật có hoa trong họ Hoa chuông. Loài này được Kovanda mô tả khoa học đầu tiên năm 1999.